# Université de Liepāja
L’université de Liepāja (en letton : Liepājas Universitāte) est une université publique située à Liepāja en Lettonie.

## Présentation
L'Université de Liepāja est un établissement d'enseignement supérieur public accrédité par l’État qui met en œuvre des programmes d'études aux trois niveaux d'études : études de base, études de maîtrise et de doctorat.
Chaque année, environ 30 filières d'études sont mis en œuvre.
Les études peuvent être suivies à temps plein et à temps partiel.
L'université compte 74 enseignants, dont plus de 64,8% docteurs et 35,1% de professeurs associés.
L'université accueille environ 1300 étudiants.

## Composition
Elle est composée de 4 facultés et 4 de instituts.

### Facultés
- Faculté de Gestion et des Sciences Sociales
- Faculté des Sciences et de l'ingénierie
- Faculté des Sciences humaines et des Arts
- Faculté de Pédagogie et de Travail Social

### Instituts
- Institut des sciences de l'éducation
- Institut Kurzeme des sciences humaines
- Institut des Sciences et Technologies Innovantes
- Institut des Sciences de Gestion

## Galerie

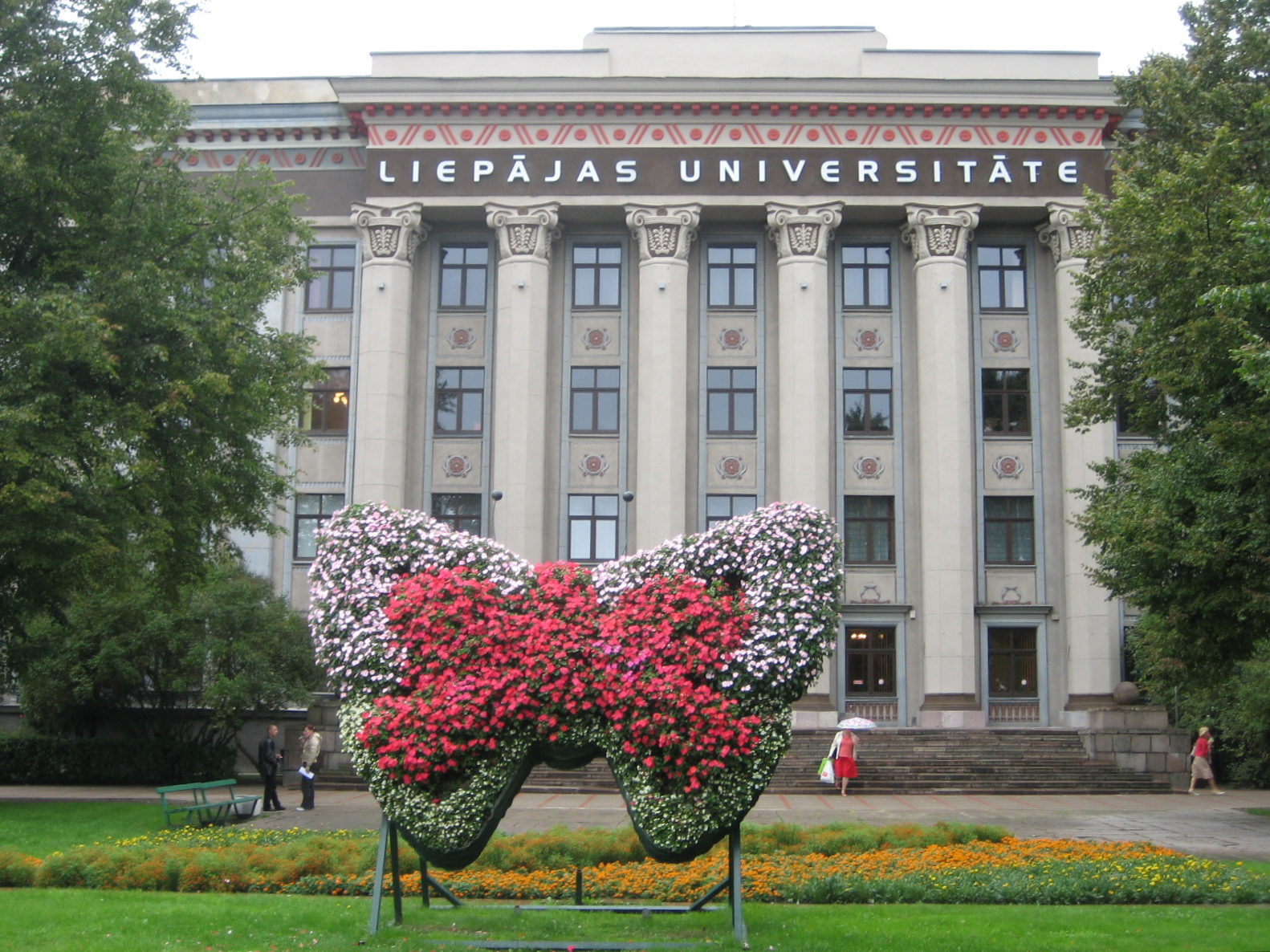
Bâtiment  principal.
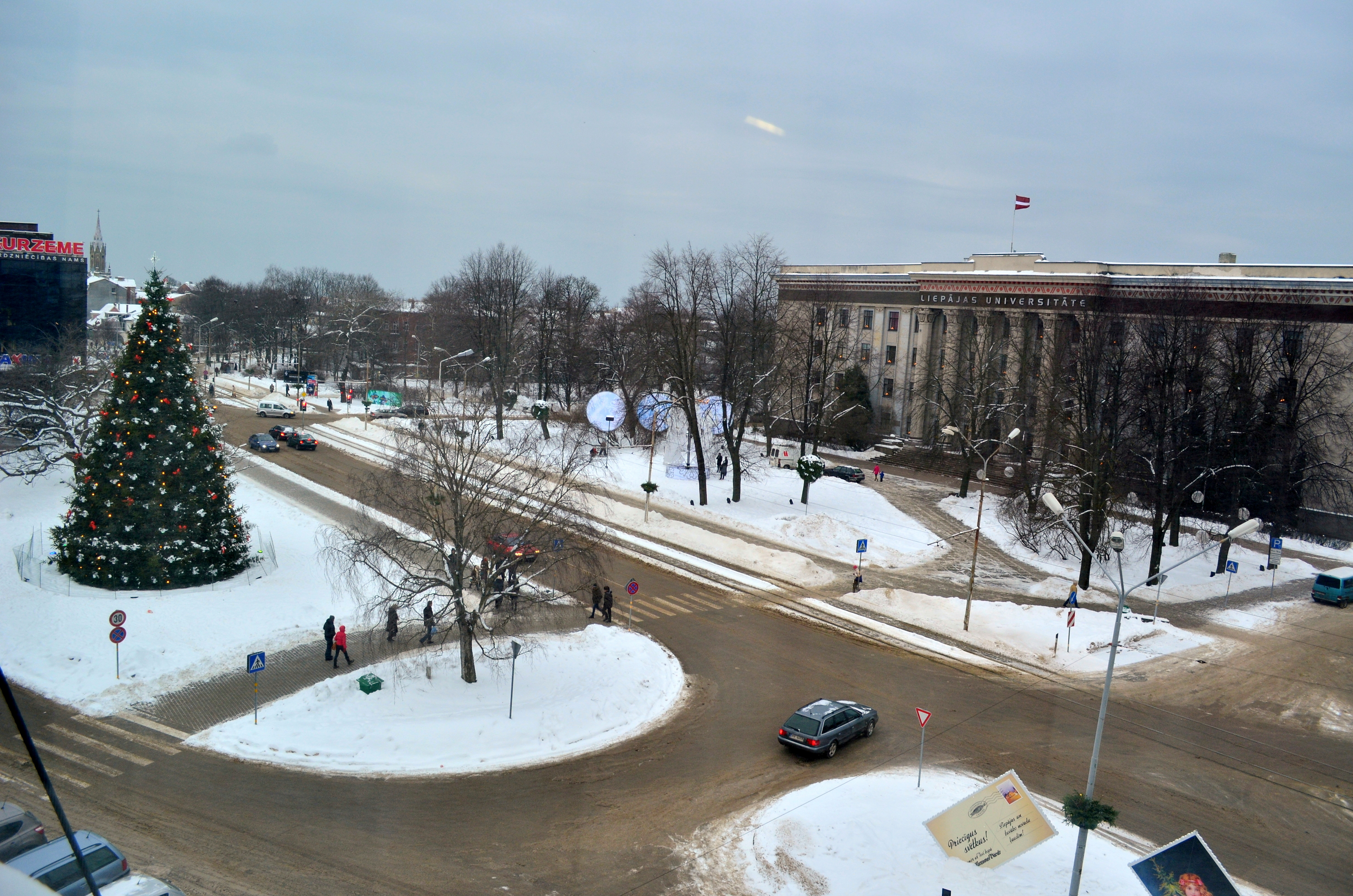
Place des Roses.